# Coupe des États-Unis de soccer 2001
Navigation
Lamar Hunt U.S. Open Cup 2000 Lamar Hunt U.S. Open Cup 2002
La Coupe des États-Unis de soccer 2001 est la 88e édition de la Lamar Hunt US Open Cup, la plus ancienne des compétitions dans le soccer américain. C'est un système à élimination directe mettant aux prises des clubs de soccer amateurs, semi-pros et professionnels affiliés à la Fédération des États-Unis de soccer, qui l'organise conjointement avec les ligues locales.
La finale se tient le 27 octobre 2001, après cinq autres tours à élimination directe dans la phase finale mettant aux prises des clubs amateurs et professionnels. Les Connecticut Wolves, les Pittsburgh Riverhounds, les Seattle Sounders Select et le Charleston Battery sont les seules équipes à triompher contre des franchises de MLS. Le vainqueur, le Los Angeles Galaxy, remporte ainsi son premier trophée dans cette compétition.

## Calendrier
| Tour                                                                                  | Nom              | Dates retenues       | Équipes participantes | Équipes gagnantes |
| Entrée de 4 équipes de PDL et 4 équipes de USASA                                      |                  |                      |                       |                   |
| 1                                                                                     | Premier tour     | 9-13 juin            | 8                     | 4                 |
| Entrée de 12 équipes de MLS, 11 équipes de A-League et 5 équipes de USL D3 Pro League |                  |                      |                       |                   |
| 2                                                                                     | Deuxième tour    | 26-27 juin-2 juillet | 32                    | 16                |
| 3                                                                                     | Troisième tour   | 11 juillet           | 16                    | 8                 |
| 4                                                                                     | Quarts de finale | 24 juillet           | 8                     | 4                 |
| 5                                                                                     | Demi-finales     | 22 août              | 4                     | 2                 |
| 6                                                                                     | Finale           | 27 octobre           | 2                     | 1                 |

## Participants
| Entre au premier tour | Entre au premier tour                                                                                 | Entre au deuxième tour                                                                                | Entre au deuxième tour | Entre au deuxième tour |
| PDL/USASA 4 équipes/4 équipes                                                                                              | PDL/USASA 4 équipes/4 équipes                                                                         | USL D3 Pro League/A-League/MLS 5 équipes/11 équipes/12 équipes                                        | USL D3 Pro League/A-League/MLS 5 équipes/11 équipes/12 équipes | USL D3 Pro League/A-League/MLS 5 équipes/11 équipes/12 équipes |
| Premier Development League - Central Coast Roadrunners - Miami Strike Force - Mid Michigan Bucks - Seattle Sounders Select | United States Adult Soccer Association - Chaldean Arsenal - Mexico SC - Olympia Stamford - Uruguay SC | USL D3 Pro League - Carolina Dynamo - Chico Rooks - New Jersey Stallions - Reading Rage - Utah Blitzz | A-League - Charleston Battery - Connecticut Wolves - El Paso Patriots - Hershey Wildcats - Milwaukee Rampage - Nashville Metros - Pittsburgh Riverhounds - San Diego Flash - Seattle Sounders - Richmond Kickers - Rochester Raging Rhinos | Major League Soccer - Chicago Fire - Colorado Rapids - Columbus Crew - Dallas Burn - DC United - Kansas City Wizards - Los Angeles Galaxy - Miami Fusion - New England Revolution - New York MetroStars - San Jose Earthquakes - Tampa Bay Mutiny |

Légende :

Major League Soccer (MLS) : Championnat de première division.

A-League : Championnat de deuxième division.

USL D3 Pro League : Championnat de troisième division organisé par la United Soccer Leagues (USL).

Premier Development League (PDL) : Championnat de quatrième division organisé par la United Soccer Leagues (USL).

United States Adult Soccer Association (USASA) : Organisateur des championnats de divisions cinq à neuf.

## Résultats

### Premier tour
| Date    | Division | Club                      | Score            | Club             | Division |
| ------- | -------- | ------------------------- | ---------------- | ---------------- | -------- |
| 13 juin | (PDL)    | Seattle Sounders Select   | 4-1              | Olympia Stamford | (USASA)  |
| 9 juin  | (PDL)    | Central Coast Roadrunners | 1-1 (5-4 t.a.b.) | Mexico SC        | (USASA)  |
| 9 juin  | (PDL)    | Miami Strike Force        | 2-3              | Uruguay SC       | (USASA)  |
| 13 juin | (PDL)    | Mid Michigan Bucks        | 3-0              | Chaldean Arsenal | (USASA)  |

### Deuxième tour
Ce second tour marque l'entrée des équipes de MLS, de A-League et de D3 Pro League.
| Date    | Division   | Club                      | Score      | Club                    | Division        |
| ------- | ---------- | ------------------------- | ---------- | ----------------------- | --------------- |
| 26 juin | (A-League) | Connecticut Wolves        | 3-2        | Tampa Bay Mutiny        | (MLS)           |
| 27 juin | (A-League) | Pittsburgh Riverhounds    | 2-0        | Colorado Rapids         | (MLS)           |
| 27 juin | (A-League) | Milwaukee Rampage         | 2-0        | Utah Blitzz             | (D3 Pro League) |
| 27 juin | (MLS)      | Miami Fusion              | 4-0        | Uruguay SC              | (USASA)         |
| 27 juin | (MLS)      | Chicago Fire              | 3-0        | San Diego Flash         | (A-League)      |
| 27 juin | (MLS)      | Kansas City Wizards       | 4-0        | Seattle Sounders        | (A-League)      |
| 27 juin | (A-League) | Richmond Kickers          | 7-2        | Reading Rage            | (D3 Pro League) |
| 27 juin | (MLS)      | Dallas Burn               | 2-3 b.e.o. | Seattle Sounders Select | (PDL)           |
| 27 juin | (A-League) | Charleston Battery        | 4-1        | New York MetroStars     | (MLS)           |
| 27 juin | (A-League) | El Paso Patriots          | 4-3        | Chico Rooks             | (D3 Pro League) |
| 27 juin | (MLS)      | New England Revolution    | 7-1        | Mid Michigan Bucks      | (PDL)           |
| 27 juin | (PDL)      | Central Coast Roadrunners | 0-6        | San Jose Earthquakes    | (MLS)           |
| 27 juin | (MLS)      | Columbus Crew             | 5-1        | Carolina Dynamo         | (D3 Pro League) |
| 27 juin | (MLS)      | Los Angeles Galaxy        | 5-0        | Nashville Metros        | (A-League)      |
| 27 juin | (MLS)      | DC United                 | 8-0        | New Jersey Stallions    | (D3 Pro League) |
| 27 juin | (A-League) | Rochester Raging Rhinos   | 0-1        | Hershey Wildcats        | (A-League)      |

### Troisième tour
| Date       | Division   | Club                   | Score            | Club                    | Division   |
| ---------- | ---------- | ---------------------- | ---------------- | ----------------------- | ---------- |
| 11 juillet | (A-League) | El Paso Patriots       | 1-2              | Pittsburgh Riverhounds  | (A-League) |
| 11 juillet | (MLS)      | Kansas City Wizards    | 0-1              | Chicago Fire            | (MLS)      |
| 11 juillet | (A-League) | Milwaukee Rampage      | 0-0 (6-7 t.a.b.) | San Jose Earthquakes    | (MLS)      |
| 11 juillet | (MLS)      | Los Angeles Galaxy     | 3-1              | Seattle Sounders Select | (PDL)      |
| 11 juillet | (MLS)      | New England Revolution | 2-1              | Charleston Battery      | (A-League) |
| 11 juillet | (MLS)      | Columbus Crew          | 2-1              | Miami Fusion            | (MLS)      |
| 11 juillet | (A-League) | Richmond Kickers       | 2-1              | Connecticut Wolves      | (A-League) |
| 11 juillet | (MLS)      | DC United              | 3-0              | Hershey Wildcats        | (A-League) |

### Quarts de finale
| 24 juillet 2001 | DC United               | 2 – 1 | Richmond Kickers |                                                                         |                                                                         |
|                 | Thompson Conteh 59e 86e |       | 88e Jeffrey      | RFK Stadium, Washington DC Spectateurs : 8 439 Arbitrage : Terry Vaughn | RFK Stadium, Washington DC Spectateurs : 8 439 Arbitrage : Terry Vaughn |
|                 | Rapport                 |       |                  | RFK Stadium, Washington DC Spectateurs : 8 439 Arbitrage : Terry Vaughn | RFK Stadium, Washington DC Spectateurs : 8 439 Arbitrage : Terry Vaughn |

| 24 juillet 2001 | New England Revolution        | 2 - 1 | Columbus Crew    |                                                                                         |                                                                                         |
|                 | Cate 50e (pen.) · Sunsing 72e |       | 85e Wilmar Pérez | Foxboro Stadium, Foxboro, Massachusetts Spectateurs : 5 695 Arbitrage : Ricardo Salazar | Foxboro Stadium, Foxboro, Massachusetts Spectateurs : 5 695 Arbitrage : Ricardo Salazar |
|                 | Rapport                       |       |                  | Foxboro Stadium, Foxboro, Massachusetts Spectateurs : 5 695 Arbitrage : Ricardo Salazar | Foxboro Stadium, Foxboro, Massachusetts Spectateurs : 5 695 Arbitrage : Ricardo Salazar |

| 24 juillet 2001 | Chicago Fire                                       | 3 – 2 b.e.o. | Pittsburgh Riverhounds    |                                                                                |                                                                                |
|                 | Stoitchkov 15e (pen.) · Kovalenko 49e · Magee 111e |              | 9e Wélton · 70e Dougherty | McCully Field, Wheaton, Illinois Spectateurs : 2 500 Arbitrage : Andrew Barnes | McCully Field, Wheaton, Illinois Spectateurs : 2 500 Arbitrage : Andrew Barnes |
|                 | Rapport                                            |              |                           | McCully Field, Wheaton, Illinois Spectateurs : 2 500 Arbitrage : Andrew Barnes | McCully Field, Wheaton, Illinois Spectateurs : 2 500 Arbitrage : Andrew Barnes |

| 24 juillet 2001                                                                               | San Jose Earthquakes | 1 - 1 9 - 10 t. a. b.                                                                                  | Los Angeles Galaxy |                                                                                             |                                                                                             |
|                                                                                               | Agogo 81e            | | 73e Elliott        | Negoesco Stadium, San Francisco, Californie Spectateurs : 1 881 Arbitrage : Michael Kennedy | Negoesco Stadium, San Francisco, Californie Spectateurs : 1 881 Arbitrage : Michael Kennedy |
|                                                                                               | Rapport              | |                    | Negoesco Stadium, San Francisco, Californie Spectateurs : 1 881 Arbitrage : Michael Kennedy | Negoesco Stadium, San Francisco, Californie Spectateurs : 1 881 Arbitrage : Michael Kennedy |
| Agoos · Lagos · Corrales · Cerritos · De Rosario · Agogo · Ibsen · Russell · Conrad · Barrett | Tirs au but 9 - 10   | Vanney · Vagenas · Elliott · Cienfuegos · Hendrickson · Waibel · Caligiuri · Jones · Bardales · Califf |                    | Negoesco Stadium, San Francisco, Californie Spectateurs : 1 881 Arbitrage : Michael Kennedy | Negoesco Stadium, San Francisco, Californie Spectateurs : 1 881 Arbitrage : Michael Kennedy |

### Demi-finale
| 22 août 2001 | Los Angeles Galaxy | 1 – 0 b.e.o. | Chicago Fire |                                                                                         |                                                                                         |
|              | Lalas 94e          |              |              | Titan Stadium, Fullerton, Californie Spectateurs : 6 871 Arbitrage : Ricardo Valenzuela | Titan Stadium, Fullerton, Californie Spectateurs : 6 871 Arbitrage : Ricardo Valenzuela |
|              | Rapport            |              |              | Titan Stadium, Fullerton, Californie Spectateurs : 6 871 Arbitrage : Ricardo Valenzuela | Titan Stadium, Fullerton, Californie Spectateurs : 6 871 Arbitrage : Ricardo Valenzuela |

| 22 août 2001 | New England Revolution | 2 – 0 | DC United |                                                                                    |                                                                                    |
|              | Williams 9e 40e        |       |           | Foxboro Stadium, Foxboro, Massachusetts Spectateurs : 7 128 Arbitrage : Brian Hall | Foxboro Stadium, Foxboro, Massachusetts Spectateurs : 7 128 Arbitrage : Brian Hall |
|              | Rapport                |       |           | Foxboro Stadium, Foxboro, Massachusetts Spectateurs : 7 128 Arbitrage : Brian Hall | Foxboro Stadium, Foxboro, Massachusetts Spectateurs : 7 128 Arbitrage : Brian Hall |

### Finale
| 27 octobre 2001 | Los Angeles Galaxy           | 2 – 1 b.e.o. | New England Revolution |                                                                                     |                                                                                     |
|                 | Hendrickson 70e · Califf 92e |              | 30e Harris             | Titan Stadium, Fullerton, Californie Spectateurs : 4 195 Arbitrage : Paul Tamberino | Titan Stadium, Fullerton, Californie Spectateurs : 4 195 Arbitrage : Paul Tamberino |
|                 | Rapport                      |              |                        | Titan Stadium, Fullerton, Californie Spectateurs : 4 195 Arbitrage : Paul Tamberino | Titan Stadium, Fullerton, Californie Spectateurs : 4 195 Arbitrage : Paul Tamberino |

| Vainqueur de l'US Open Cup 2001 Los Angeles Galaxy 1er titre |

## Tableau final
|  | Quarts de finale       | Quarts de finale                       |                        |   | Demi-finales                           | Demi-finales                           |  |  | Finale                                    | Finale                                    |
|  | Quarts de finale       | Quarts de finale                       |                        |   | Demi-finales                           | Demi-finales                           |  |  | Finale                                    | Finale                                    |
|  |                        |                                        |                        |   |                                        |                                        |  |  |                                           |                                           |
|  | 24 juillet 2001        | 24 juillet 2001                        |                        |   | 22 août 2001, Titan Stadium, Fullerton | 22 août 2001, Titan Stadium, Fullerton |  |  | 27 octobre 2001, Titan Stadium, Fullerton | 27 octobre 2001, Titan Stadium, Fullerton |
|  | 24 juillet 2001        | 24 juillet 2001                        |                        |   | 22 août 2001, Titan Stadium, Fullerton | 22 août 2001, Titan Stadium, Fullerton |  |  | 27 octobre 2001, Titan Stadium, Fullerton | 27 octobre 2001, Titan Stadium, Fullerton |
|  | San Jose Earthquakes   | 1 (9)                                  |                        |   | 22 août 2001, Titan Stadium, Fullerton | 22 août 2001, Titan Stadium, Fullerton |  |  | 27 octobre 2001, Titan Stadium, Fullerton | 27 octobre 2001, Titan Stadium, Fullerton |
|  | San Jose Earthquakes   | 1 (9)                                  |                        |   | 22 août 2001, Titan Stadium, Fullerton | 22 août 2001, Titan Stadium, Fullerton |  |  | 27 octobre 2001, Titan Stadium, Fullerton | 27 octobre 2001, Titan Stadium, Fullerton |
|  | Los Angeles Galaxy     | 1 (10)                                 |                        |   | 22 août 2001, Titan Stadium, Fullerton | 22 août 2001, Titan Stadium, Fullerton |  |  | 27 octobre 2001, Titan Stadium, Fullerton | 27 octobre 2001, Titan Stadium, Fullerton |
|  | Los Angeles Galaxy     | 1 (10)                                 | Los Angeles Galaxy     | 1 |                                        |                                        |  |  | 27 octobre 2001, Titan Stadium, Fullerton | 27 octobre 2001, Titan Stadium, Fullerton |
|  | 24 juillet 2001        |                                        | Los Angeles Galaxy     | 1 |                                        |                                        |  |  | 27 octobre 2001, Titan Stadium, Fullerton | 27 octobre 2001, Titan Stadium, Fullerton |
|  |                        | Chicago Fire                           | 0                      |   |                                        |                                        |  |  | 27 octobre 2001, Titan Stadium, Fullerton | 27 octobre 2001, Titan Stadium, Fullerton |
|  | Chicago Fire           | Chicago Fire                           | 0                      | 3 |                                        |                                        |  |  | 27 octobre 2001, Titan Stadium, Fullerton | 27 octobre 2001, Titan Stadium, Fullerton |
|  | Chicago Fire           |                                        |                        | 3 |                                        |                                        |  |  | 27 octobre 2001, Titan Stadium, Fullerton | 27 octobre 2001, Titan Stadium, Fullerton |
|  | Pittsburgh Riverhounds | 2                                      |                        |   |                                        |                                        |  |  | 27 octobre 2001, Titan Stadium, Fullerton | 27 octobre 2001, Titan Stadium, Fullerton |
|  | Pittsburgh Riverhounds | 2                                      | Los Angeles Galaxy     | 2 |                                        |                                        |  |  |                                           |                                           |
|  | 24 juillet 2001        |                                        | Los Angeles Galaxy     | 2 |                                        |                                        |  |  |                                           |                                           |
|  |                        | New England Revolution                 | 1                      |   |                                        |                                        |  |  |                                           |                                           |
|  | New England Revolution | New England Revolution                 | 1                      | 2 |                                        |                                        |  |  |                                           |                                           |
|  | New England Revolution | 22 août 2001, Foxboro Stadium, Foxboro |                        | 2 |                                        |                                        |  |  |                                           |                                           |
|  | Columbus Crew          | 1                                      |                        |   |                                        |                                        |  |  |                                           |                                           |
|  | Columbus Crew          | 1                                      | New England Revolution | 2 |                                        |                                        |  |  |                                           |                                           |
|  | 24 juillet 2001        |                                        | New England Revolution | 2 |                                        |                                        |  |  |                                           |                                           |
|  |                        | DC United                              | 0                      |   |                                        |                                        |  |  |                                           |                                           |
|  | DC United              | DC United                              | 0                      | 2 |                                        |                                        |  |  |                                           |                                           |
|  | DC United              |                                        |                        | 2 |                                        |                                        |  |  |                                           |                                           |
|  | Richmond Kickers       | 1                                      |                        |   |                                        |                                        |  |  |                                           |                                           |
|  | Richmond Kickers       | 1                                      |                        |   |                                        |                                        |  |  |                                           |                                           |

### Nombre d'équipes par division et par tour
| Divisions / Manches              | Premier tour  | Deuxième tour | Troisième tour | Quarts de finale | Demi- finales | Finale |
| -------------------------------- | ------------- | ------------- | -------------- | ---------------- | ------------- | ------ |
| MLS (D1) 12 équipes              | non présentes | 12            | 8              | 6                | 4             | 2      |
| A-League (D2) 11 équipes         | non présentes | 11            | 7              | 2                | Aucune        | Aucune |
| USL D3 Pro League (D3) 5 équipes | non présentes | 5             | Aucune         | Aucune           | Aucune        | Aucune |
| PDL (D4) 4 équipes               | 4             | 3             | 1              | Aucune           | Aucune        | Aucune |
| USASA (D5 à D9) 4 équipes        | 4             | 1             | Aucune         | Aucune           | Aucune        | Aucune |
| Total                            | 8             | 32            | 16             | 8                | 4             | 2      |